# 羽裂黄瓜菜
羽裂黄瓜菜（学名：Paraixeris pinnatipartita）为菊科黄瓜菜属下的一个种。

## 扩展阅读
- 維基物種上的相關：羽裂黄瓜菜